# سرجس هامشي
سرجس هامشي (الاسم العلمي:Sargassum marginatum) هو نوع من الطلائعيات يتبع جنس السرجس من الفصيلة السرجسية.